# Hala sportowo-widowiskowa KSZO w Ostrowcu Świętokrzyskim

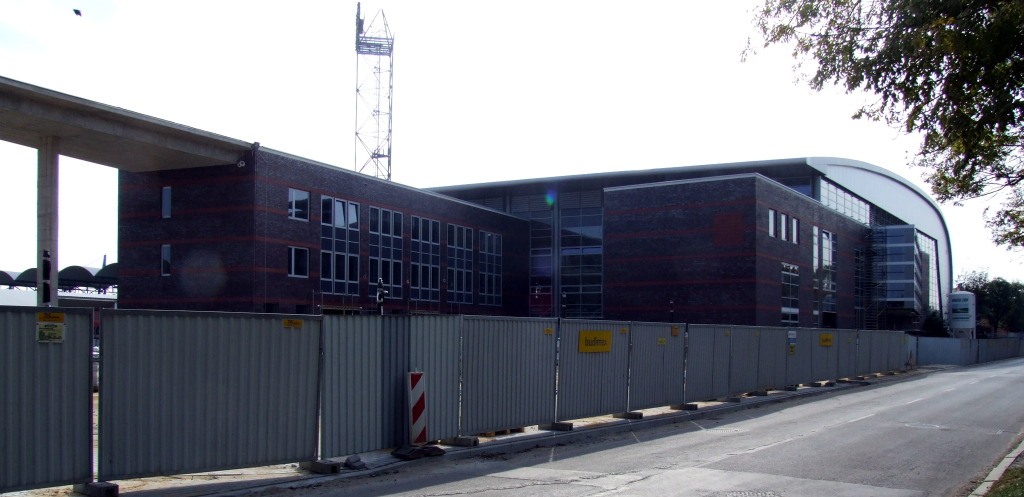
Hala widziana od strony wschodniej (stan na 25.09.2010 r.)

Hala sportowo-widowiskowa KSZO w Ostrowcu Świętokrzyskim – obiekt wielofunkcyjny, w którym można rozgrywać zawody różnych dyscyplin sportowych, jak i organizować wydarzenia kulturalne i rozrywkowe. Maksymalnie mogą w niej zasiąść 3794 osoby.

## Położenie
Hala znajduje się na terenie kompleksu sportowego KSZO przy ul. Świętokrzyskiej 11 na osiedlu Hutniczym w Ostrowcu Świętokrzyskim. Hala bezpośrednio sąsiaduje z Miejskim Stadionem Sportowym "KSZO". 
Obiekt położony jest 1,5 km od dworców PKP i PKS. Dojazd zapewniają autobusy MPK Ostrowiec: 1, 5, 6, 8, 14, 16, 17, 19.

## Historia
Pierwszy przetarg na budowę hali został unieważniony jesienią 2008 roku przez prezydenta Ostrowca Jarosława Wilczyńskiego, gdyż nadesłane oferty znacznie przekraczały kosztorys. Drugi, opiewający na 54 miliony 624 tysiące złotych brutto, wygrał krakowski oddział firmy Budimex-Dromex. 8 czerwca 2009 roku została podpisana umowa na budowę obiektu przez prezydenta Jarosława Wilczyńskiego oraz dyrektora Oddziału Południowego firmy Budimex-Dromex Paweła Ignacoka.
Aby zbudować nową halę należało wyburzyć dotychczas stojące w tym miejscu obiekty KSZO, budynek socjalny, halę sportową, basen i charakterystyczną bramę. Wzbudziło to wiele kontrowersji, wskazywano, że hala może powstać w innej lokalizacji, co oszczędziłoby obiekty wpisane w tradycję miasta. Budynek socjalny powstał na początku lat 30. XX wieku. Po wojnie, w 1953 roku wybudowano krytą pływalnię 25-metrową, a 1964 roku do istniejących budynków dobudowano halę sportową. Mimo głosów sprzeciwu, wyburzanie ruszyło 15 czerwca 2009 roku. Oddanie budowli do użytku przewidziano na 28 lutego 2011 roku.
Działalność hali została zainaugurowana dniami otwartymi, które odbyły się w terminie 11–13 marca 2011 roku. Siatkarki AZS WSBiP KSZO swój pierwszy oficjalny mecz w nowej hali rozegrały 26 marca 2011 roku z zespołem Mosir/Sokół Silesia Volley w I rundzie play-off I ligi polskiej w piłce siatkowej kobiet.
Uroczystego otwarcia hali, przy udziale prezydenta miasta, dokonano 6 maja 2011 roku. Rozegrany został wówczas towarzyski mecz siatkarskich reprezentacji kadetów Polski i Brazylii.

## Dane techniczne
Projekt hali opracowała Pracownia Projektowa Janusza Pachowskiego. Łączna powierzchnia obiektu to 10445,7 m², a kubatura 75300 m³. Hala widowiskowo-sportowa ma 5 poziomów użytkowych. Znajdą się w niej, oprócz sali z widownią, pomieszczenia administracyjne wraz z salą konferencyjna, część hotelowa, sklepy, pomieszczenia komentatorów oraz operatorów światła i dźwięku.
Maksymalna ilość widzów w hali podczas koncertu wynosi 3794, natomiast w trakcie spektaklu 2836. W czasie imprez sportowych mecze koszykówki będzie mogło oglądać 3094 widzów, mecze siatkówki 2670 a piłki ręcznej 2526.
Oświetlenie hali, o maksymalnej mocy 1500 lx, spełnia wszelkie wymagania telewizji cyfrowej.

## Przeznaczenie
Hala służy do rozgrywania zawodów sportowych rangi międzynarodowej, a także do organizowania znaczących imprez kulturalnych i wystawienniczych. Na co dzień korzystają z niej sportowcy KSZO, a w szczególności bokserzy, piłkarze ręczni KSZO Odlewnia Ostrowiec Świętokrzyski i siatkarki AZS KSZO Ostrowiec Świętokrzyski.

## Wydarzenia
W hali odbywają się różnego rodzaju wydarzenia sportowe i kulturalne, oto najważniejsze z nich:
- 6 maja 2011 roku, mecz siatkarskich reprezentacji kadetów Polski i Brazylii
- 25 czerwca 2011 roku, Gala Boksu Zawodowego (Mateusz Masternak, Dariusz Sęk, Maciej Sulęcki)
- 18-19 sierpnia 2011 roku, dwa mecze towarzyskie Polska-Francja w siatkówce mężczyzn
- 8 października 2011 roku, występ Chóru Aleksandrowa
- 10 października 2012 roku, występ Chóru Aleksandrowa
- 8-9 marca 2014 roku, turniej finałowy Pucharu Polski w piłce siatkowej kobiet
- 19 czerwca 2015 roku, Gala Boksu Zawodowego "Budweld Boxing Night" (walka wieczoru Mariusz Wach - Konstantin Airich)
- 3 marca 2017 roku, Światowa Konfrontacja Boksu Olimpijskiego, mecz pięściarski Polska-Białoruś
- 14-16 lipca 2017 roku, Grand Prix siatkarek 2017, grupa E2
- 17-18 sierpnia 2018 roku, dwa mecze towarzyskie Polska-Kamerun w siatkówce mężczyzn
- 24 października 2018 roku, mecz eliminacji do mistrzostw Europy 2020 Polska-Kosowo w piłce ręcznej mężczyzn, grupa 1
- 26 października 2018 roku, mecz pięściarski Polska - Litwa w ramach Światowej Konfrontacji Boksu Olimpijskiego[13]
- 19-21 lipca 2019 roku, turniej towarzyski siatkówki kobiet (Polska, Białoruś, Czechy)[14]

Zagrały tu swoje koncerty m.in., Budka Suflera, Wilki, Lady Pank, Edyta Geppert, Perfect, Urszula, Czerwone Gitary, Andrzej Piaseczny, Maciej Maleńczuk, Lao Che, Enej, Akcent, Dżem, Zakopower, Pectus.